# Persita Tangerang
Le Persita Tangerang est un club indonésien de football basé à Tangerang.